# کادیو

سکه ۱۹۶۳ پستا اسپانیا با تصویر ژنرالیسمو فرانسیسکو فرانکو

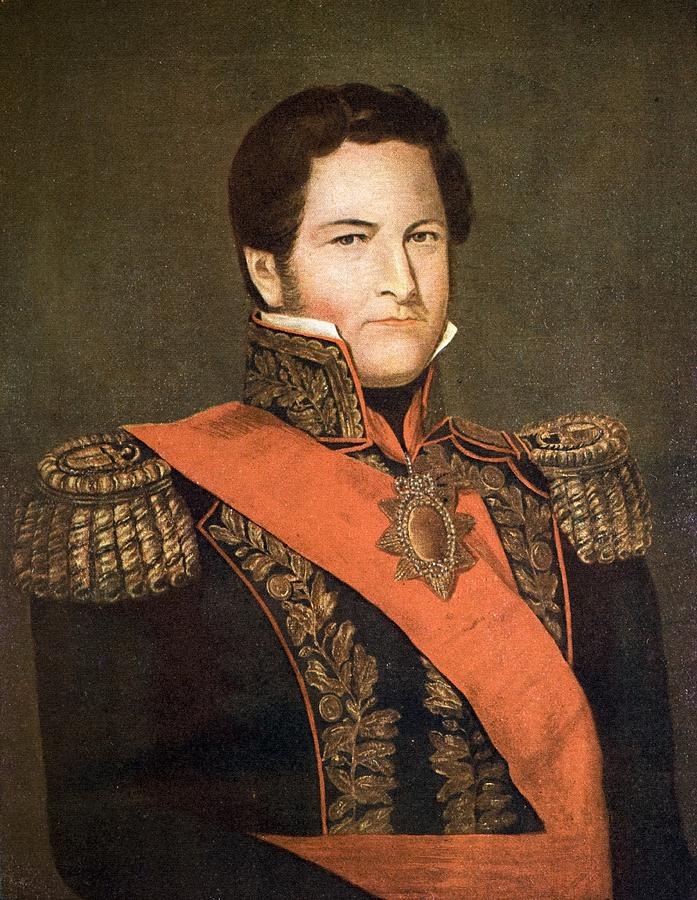
خوان مانوئل د روزاس

کادیو (به اسپانیایی: Caudillo) (‎/kɔːˈdiː(l)joʊ, kaʊˈ-/‎ kaw-DEE(L)-yoh, kow-، اسپانیایی: [kawˈðiʎo] ; اسپانیایی کهن از لاتین capitellum) نوعی رهبر شخصی است که از قدرت نظامی و سیاسی برخوردار است. هیچ تعریف دقیقی از کادیو وجود ندارد ولی اغلب به جای «جنگ‌سالار» و «مرد قدرتمند» استفاده می‌شود. این اصطلاح از لحاظ تاریخی با اسپانیا و آمریکای اسپانیایی‌تبار پس از اینکه تقریباً تمام آن منطقه در اوایل قرن نوزدهم استقلال یافت، مرتبط است.
ریشه‌های کادیوئیسم ممکن است به چارچوب حکومت در اسپانیای قرون وسطی و اوایل مدرن در طی بازپس‌گیری اندلس از مورها گره خورده باشد. فاتحان اسپانیایی مانند هرنان کورتس و فرانسیسکو پیزارو ویژگی‌های، رهبران نظامی کادیو را نشان می‌دهند. در دوران استعمار، ولی‌عهد اسپانیا بر قدرت خود تأکید کرد و مجموعه‌ای از نهادهای بوروکراتیک را تأسیس کرد که از چنین حکومت شخصی‌گرایی جلوگیری می‌کرد. مورخ جان لینچ استدلال می‌کند که ظهور کاودیوها در آمریکای اسپانیایی نه در گذشته دور اسپانیا بلکه در زمینه جنگ‌های استقلال اسپانیایی آمریکا ریشه دارد. آن جنگ‌ها حکومت استعماری را کنار زد و در اوایل قرن نوزدهم خلاء قدرت را بر جای گذاشت. کادیوها در تاریخ آمریکای اسپانیایی‌زبان، بسیار تأثیرگذار بودند و میراث آنها بر جنبش‌های سیاسی در دوران مدرن تأثیر گذاشته‌است.
این اصطلاح اغلب توسط منتقدان یک رژیم به صورت تحقیرآمیز استفاده می‌شود. با این حال، ژنرال اسپانیایی فرانسیسکو فرانکو (۱۹۳۶–۱۹۷۵) با افتخار این عنوان را در طول و پس از سرنگونی نظامی جمهوری دوم اسپانیا در جنگ داخلی اسپانیا (۱۹۳۶–۱۹۳۹)، به موازات آلمان و ایتالیا، معادل‌های همان دوره: Führer و Duce. سانسورچیان اسپانیایی در دوران حکومت او به ناشرانی حمله کردند که این اصطلاح را برای مردان قدرتمند آمریکایی اسپانیایی‌تبار به کار می‌بردند. اعمال قدرت کادیلو شکلی است که اقتدارگرایانه تلقی می‌شود. اکثر جوامع گاهی اوقات رهبران شخصیت گرا داشته‌اند، اما آمریکای اسپانیایی‌تبار بسیار بیشتری داشته‌است، که اکثر آنها کائودیلوهای خود را توصیف نمی‌کردند. با این حال، محققان این اصطلاح را برای انواع رهبران آمریکایی اسپانیایی‌تبار به کار برده‌اند.

## کادیوهای آمریکای لاتین

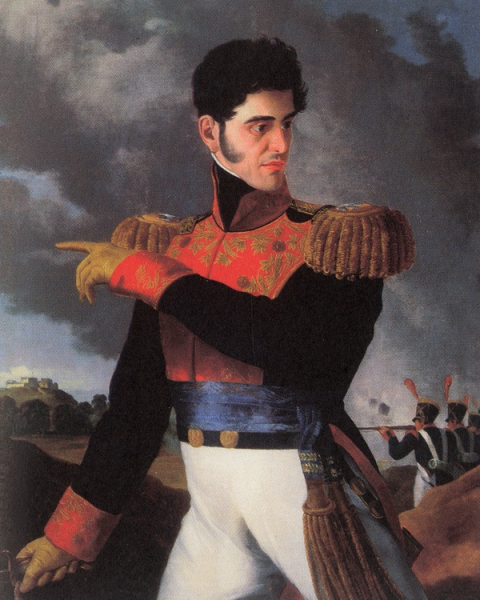
آنتونیو لوپز د سانتا آنا، که در نیمه اول قرن نوزدهم بر مکزیک تسلط یافت.

آمریکای لاتینر در ظهور رهبران قوی در زمان آشفتگی منحصر به فرد نیست. علت ظهور آنها در آمریکای اسپانیایی به‌طور کلی در تخریب ساختار دولت استعماری اسپانیا پس از جنگ‌های استقلال و اهمیت رهبران مبارزات استقلال برای تأمین دولت در دوره پس از استقلال، زمانی که ملت -دولت‌ها به وجود آمدند. مورخ جان لینچ بیان می‌کند که «قبل از سال ۱۸۱۰ کائودیلو ناشناخته بود. … کائودیلو به عنوان یک قهرمان محلی وارد تاریخ شد که رویدادهای بزرگتر او را به یک فرمانده نظامی ارتقا دادند." او با موفقیت خود به عنوان یک رهبر نظامی قدرت را به دست آورد. در یک منطقه روستایی که فاقد هر گونه نهاد دولتی بود، و محیطی پر از خشونت و هرج و مرج بود، یک کادیلو می‌توانست نظم را تحمیل کند، اغلب با استفاده از خشونت برای دستیابی به آن. کنترل محلی او به عنوان یک مرد قدرتمند باید با اطمینان از وفاداری پیروانش حفظ می‌شد، بنابراین اعطای جوایز مادی او موقعیت خود را تقویت کرد. Caudillos همچنین می‌تواند موقعیت خود را با حفاظت از منافع نخبگان منطقه حفظ کند. یک مرد قدرتمند محلی که یک پایگاه منطقه ای ساخته‌است، می‌تواند آرزوی تبدیل شدن به یک کائودیلو ملی را داشته باشد و کنترل ایالت را در دست بگیرد. در این وضعیت، کادیوها می‌تواند سبب حمایت در همراهان زیادی از مشتریان، که به نوبه خود به او وفاداری خود را. به‌طور کلی، قدرت کادیلوها ' نفع نخبگان بود. اما این مردان قوی میان نخبگان و طبقات مردمی نیز واسطه بودند و آنها را در پایگاه قدرت جذب می‌کردند، اما آنها را از دستیابی به قدرت بازمی‌داشتند.
چند مرد قدرتمند بودند که مورخ E. Bradford Burns آنها را «کائودیوهای مردمی» نامیده‌است، که یا از یک پیشینه متواضع برای محافظت از منافع گروه‌های بومی یا دیگر گروه‌های به حاشیه رانده شده روستایی برخاستند، یا به شدت با آن گروه‌ها همذات پنداری کردند. در تحلیل او، این کادیلوهای عامیانه در تضاد با نخبگان اروپایی شده بودند که به طبقات پایین با تحقیر می‌نگریستند. او نمونه‌هایی از خوان فاکوندو کویروگا، مارتین گومس و دیگر کائودیلوهای آرژانتینی، از جمله خوان مانوئل دی روزاس، که کائودیلوهای محبوب و پوپولیست بودند، می‌آورد. برنز سردرگمی نخبگان شهری و تحقیر آنها نسبت به پیروان این کائودیوهای عامیانه را به دلیل نقش منفی که به کادیلوها اختصاص داده شده‌است نسبت می‌دهد.
کادیوهای ملی اغلب در پی مشروعیت بخشیدن به حکومت خود با داشتن عناوین اقتدار مانند «رئیس‌جمهور» بودند. اگر قانون اساسی محدودیت‌های رسمی برای قدرت ریاست جمهوری و محدودیت‌های دوره تعیین می‌کرد، کائودیوها می‌توانستند قوانین را برای حفظ قدرت خود تغییر دهند.
از نظر ایدئولوژیک، کادیوها می‌توانند لیبرال یا محافظه‌کار باشند. لیبرالیسم در دوره پس از استقلال، با تکیه بر اندیشه‌های آزادی خواهان، مزیتی داشت و چارچوب‌های نهادی دولت-ملت‌های جدید را از طریق قوانین اساسی مکتوب ایجاد کرد. تجارت آزاد به عنوان یک سیاست اقتصادی، اقتصادهای بازار محور را ایجاد کرد. مدلی که این دولت-ملت‌ها اغلب اتخاذ می‌کردند، فدرالیسم بود و قدرت را در مناطق جزء حفظ می‌کرد. با این حال، فدرالیسم به سمت گریز از مرکز و چندپارگی گرایش داشت و مشخصه آن دولت‌های مرکزی ضعیف بود. کائودیلوهای محافظه کار نیز در حدود سال ۱۸۳۰ ظهور کردند. دولت-ملت‌های جدید اغلب نهادهای دوران استعمار را به عنوان میراثی که باید رد می‌شد رد می‌کردند، اما کلیسای کاتولیک رومی و ارزش‌های سنتی در بسیاری از مناطق با حمایت نخبگانی که به دنبال حفظ قدرت خود در نظم جدید بودند، قوی باقی ماندند. کادیلوهای محافظه‌کار، با حمایت کلیسا و نخبگان، به سمت ایجاد دولت‌های قوی و مرکزی حرکت کردند. در آرژانتین، خوان مانوئل د روزاس و در مکزیک، آنتونیو لوپز د سانتا آنا نمونه‌های حکومت اقتدارگرای محافظه کار بودند.

## دوران استقلال
جنگ‌های استقلال اسپانیایی آمریکا در اوایل قرن نوزدهم اسپانیا و امپراتوری اسپانیا را مختل کرد، زمانی که در سال ۱۸۰۸ ناپلئون بناپارت به شبه جزیره ایبری حمله کرد، سلطنت بوربون اسپانیا را سرنگون کرد و برادرش جوزف را بر تخت اسپانیا نشاند. بناپارت نمونه ای از ژنرال موفقی است که در خلال اخلال گسترده در انقلاب فرانسه به قدرت ملی رسید و در سال ۱۸۰۴ به عنوان امپراتور تاج گذاری کرد. برای اسپانیا و امپراتوری اسپانیا، از دست دادن پادشاه قانونی آنها به دست یک غاصب، نیروهایی را آزاد کرد که احتمالاً پنهان می‌ماندند. در آمریکای اسپانیایی، اصلاحات بوربن در قرن هجدهم به‌طور سیستماتیک مردان اسپانیایی‌تبار آمریکایی را از مناصب قدرت سیاسی محروم کرده بود، با تاج و تخت به مقامات ایبری الاصل امتیاز داد و سیاست‌های اقتصادی را تحمیل کرد که اثرات مخربی در بخشی از امپراتوری داشت. پیش از این، آمریکای اسپانیایی سطحی از حکومت محلی را در درون امپراتوری توسعه داده بود، با نخبگان محلی می‌توانستند مناصب رسمی را کسب کنند و روابط اقتصادی بر اساس الگوهای قدیمی کار می‌کرد. تهاجم ناپلئون به اسپانیا جرقه جنبش‌های آمریکایی اسپانیایی برای خودمختاری را برانگیخت و مناطق مختلف حکومت‌هایی را به راه انداختند که به نام پادشاه آواره بوربن فعالیت می‌کردند. با احیای فردیناند هفتم در سال ۱۸۱۴ پس از شکست ناپلئون و تأکید مجدد او بر حکومت مطلقه، مبارزات در بسیاری از مناطق آمریکای اسپانیایی برای استقلال کامل بود. به جز کوبا و پورتوریکو، آمریکای اسپانیایی تا سال ۱۸۲۵ به این هدف دست یافته بود.
اگر چه به امید برخی از رهبران اسپانیایی استقلال آمریکا که خطوط سیاسی مناطق به سابق بازسازی وجود دارد viceroyalties، اما با خودمختاری محلی. کلیسای کاتولیک رومی به عنوان یک نهاد قوی باقی ماند و ارتشی که در برابر نیروهای سلطنتی پیروز شد. دولت به عنوان یک نهاد در بیشتر زمینه‌ها ضعیف بود. درگیری‌ها بر سر شکلی که دولت‌های جدید باید داشته باشند بسیار زیاد بود و جانبازان جنگ‌های استقلال، خود را رهبران دولت‌های ملتی می‌دانستند که به شکل‌گیری آنها کمک کرده بودند.
در پی خشونت و نابسامانی سیاسی، کشورهای جدید با تخریب گسترده اموال، ناپدید شدن تجارت، و دولت‌هایی که فاقد اقتدار سیاسی بودند، مواجه شدند. چند دهه اول پس از استقلال شاهد ظهور افراد قدرتمندی بود که ریشه در ارتش داشتند. آمریکای اسپانیایی هیچ نوع رژیم دیگری جز سلطنت نمی‌شناخت و مکزیک رژیمی را تحت رهبری ژنرال سلطنتی که تبدیل به شورشی آگوستین دو ایتورباید شده بود، ایجاد کرد . انتقال برزیل به استقلال از طریق امپراتوری برزیل انجام شد که قلمرو خود را دست نخورده نگه داشت و توسط یک پادشاه قانونی اداره می‌شد. در آمریکای اسپانیایی، دولت‌های مستقل جدید با مسئله ایجاد توازن بین قدرت مرکزی، معمولاً در دست نخبگان سنتی، با نوعی نمایندگی از «شهروند» جدید جمهوری‌ها دست و پنجه نرم می‌کردند. قوانین اساسی برای تقسیم قوا نوشته شده بود، اما حاکمیت قدرتمندان شخصی، کادیلوها، غالب بود. قدرت Dictoratorial به برخی caudillos عنوان اعطا شد، ظاهراً به عنوان رئیس‌جمهور مطابق با قانون اساسی حاکم، «دیکتاتور قانون اساسی است.»

### رهبران اصلی دوران استقلال

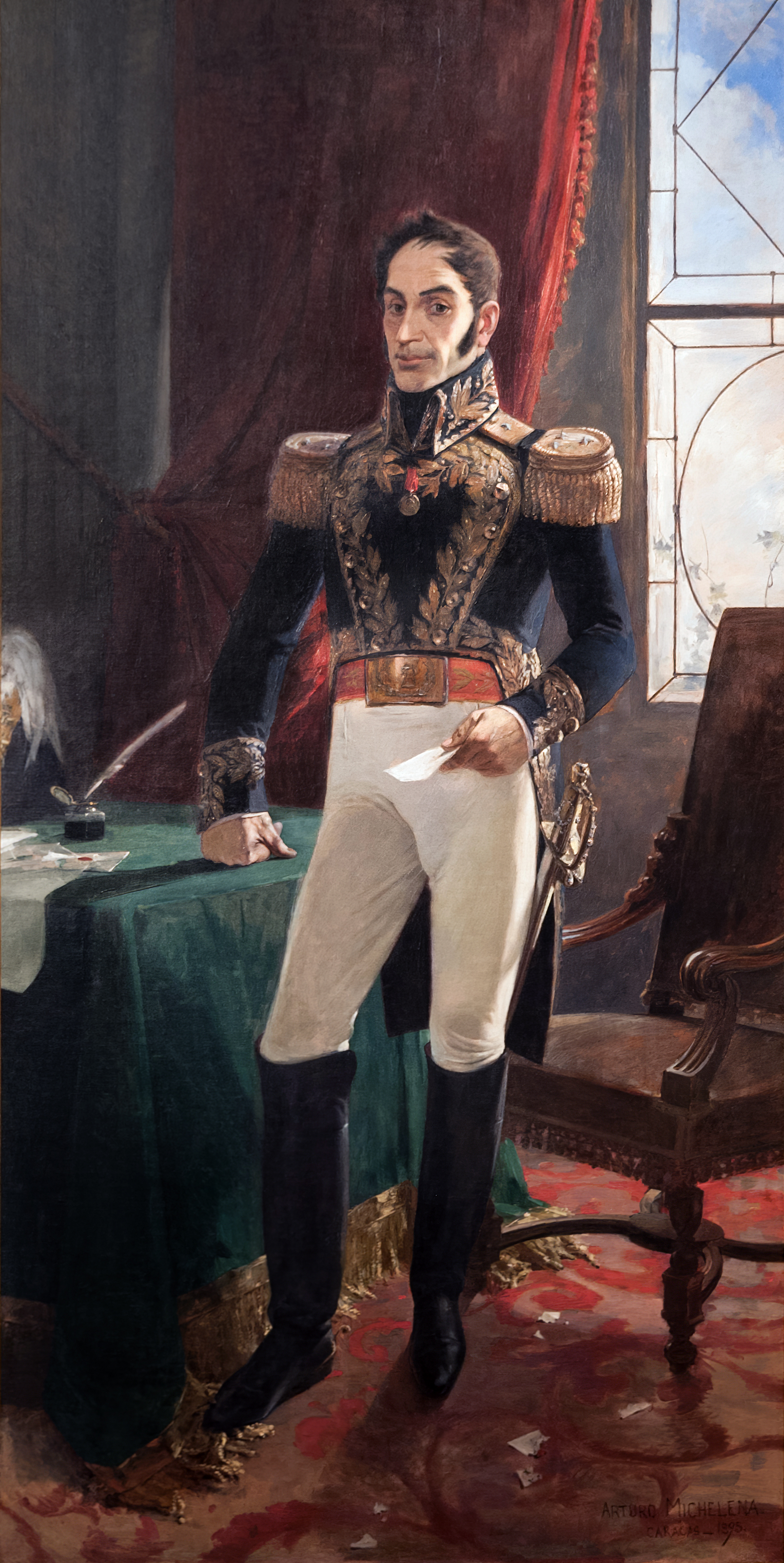
سیمون بولیوار
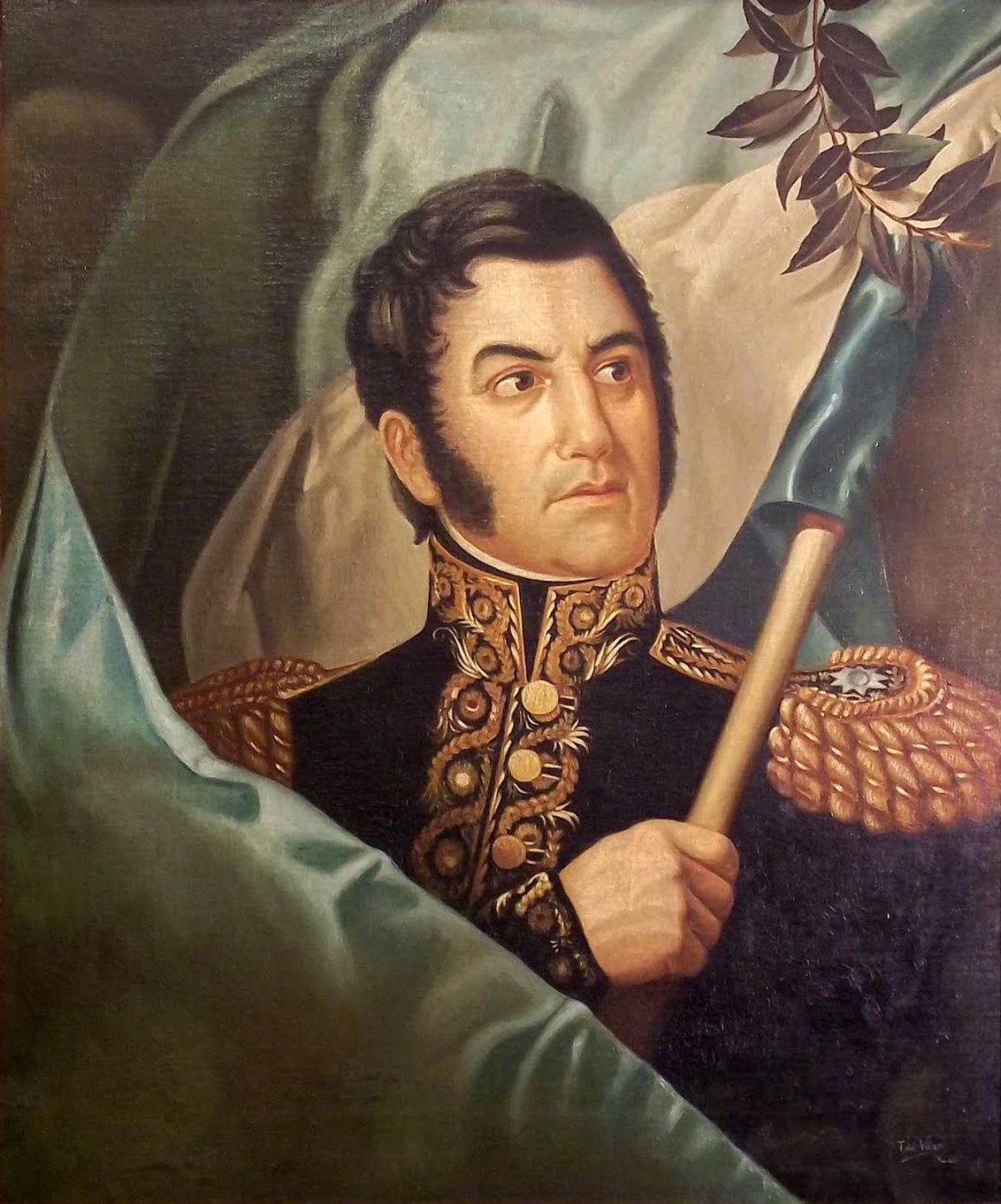
خوزه د سن مارتین
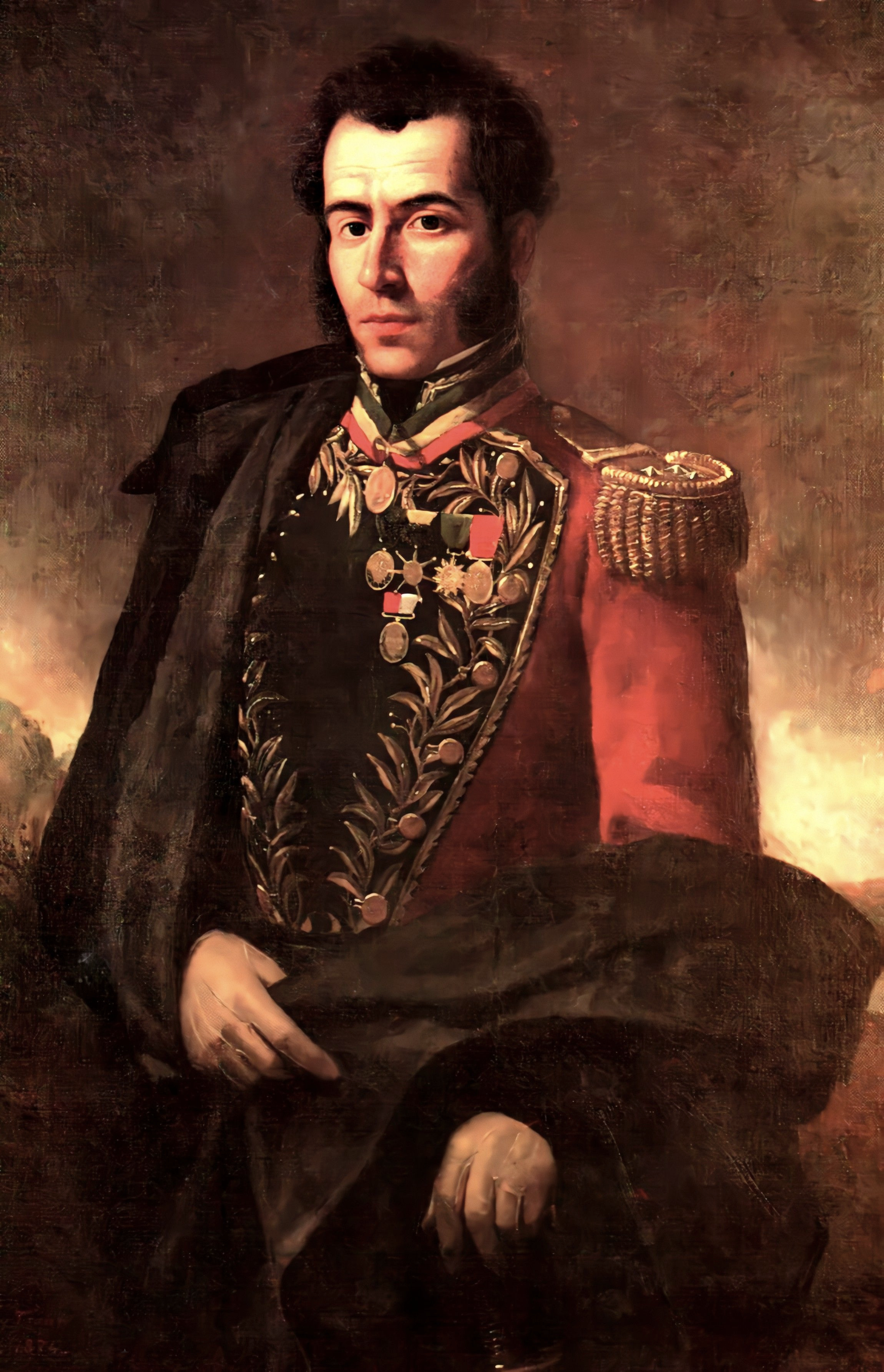
آنتونیو خوزه دو سوکره
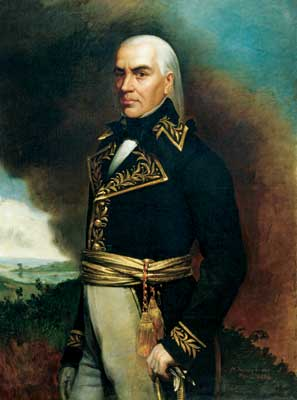
فرانسیسکو دی میراندا
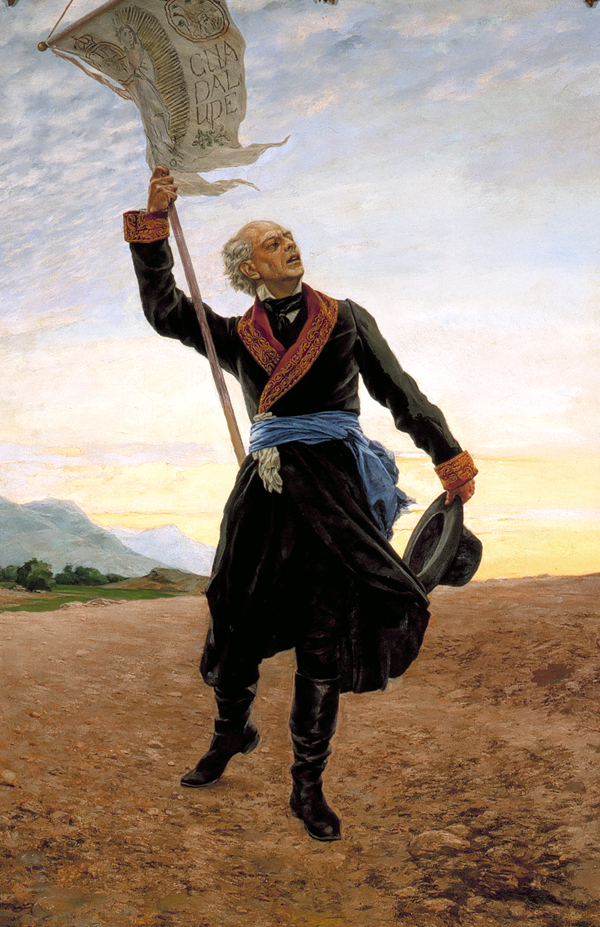
میگل هیدالگو و کوستیلا
آگوستین دو ایتورباید
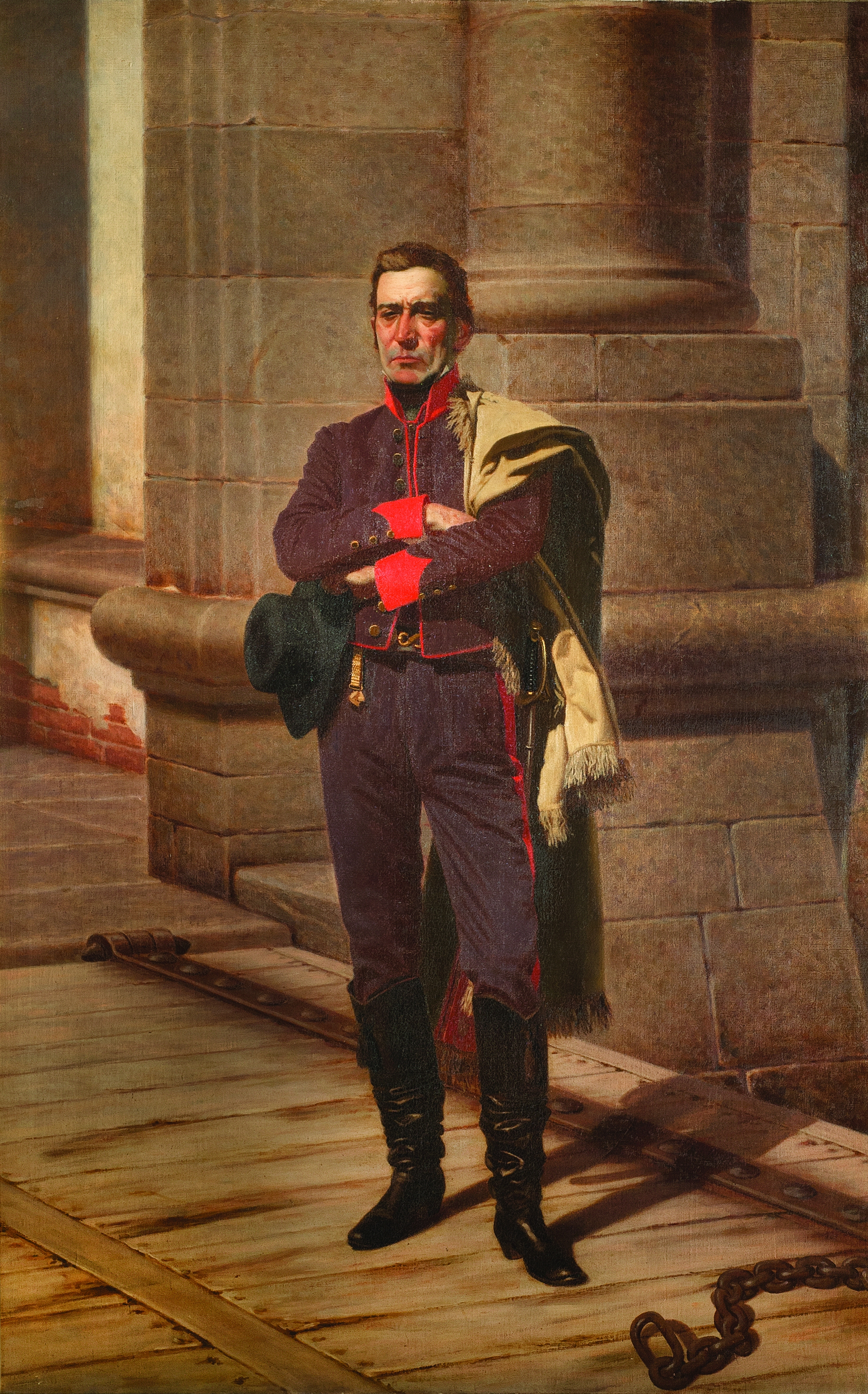
خوزه جرواسیو آرتیگاس

## کادیوهای اوایل قرن نوزده
تعدادی از مردان قدرتمند بودند که از مبارزات خام برای کسب قدرت و غنایم فراتر رفتند و «دیکتاتوری یکپارچه» را تأسیس کردند. این رژیم‌ها تلاش کردند تا نیروهای گریز از مرکز را که اغلب «فدرالیسم» نامیده می‌شوند، محدود کنند، که به موجب آن مناطق یا ایالت‌های یک دولت-ملت دارای خودمختاری بیشتری بودند، و در عوض هژمونی دولت مرکزی را برقرار کنند. به گفته پیتر اچ. اسمیت، دانشمند علوم سیاسی ، از جمله خوان مانوئل د روزاس در آرژانتین می‌توان به این موارد اشاره کرد. دیگو پورتالس از شیلی که سیستمش نزدیک به یک قرن دوام آورد. و پورفیریو دیاز از مکزیک. روزاس و دیاز مردان نظامی بودند که برای حفظ قدرت خود به نیروهای مسلح متکی بودند.

### مکزیک، آمریکای مرکزی و کارائیب

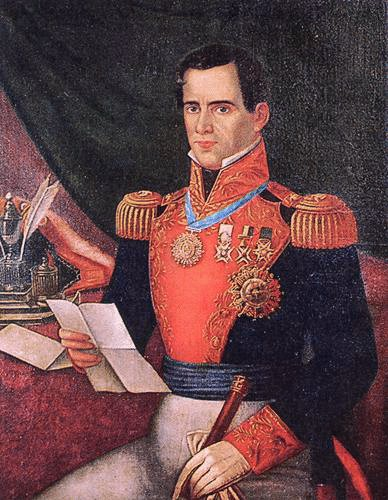
سانتا آنا با لباس نظامی مکزیکی

این منطقه در برابر قدرت‌های قوی‌تر، به ویژه ایالات متحده و همچنین بریتانیا آسیب‌پذیر بود. کوبا تا سال ۱۸۹۸ در دست تاج و تخت اسپانیا باقی ماند و می‌توانست منطقه پرتابی برای تلاش‌ها برای تسخیر مستعمرات سابق خود باشد. ایالات متحده منطقه وسیعی از قلمرو مدعی مکزیک را تصرف کرد. بریتانیا تلاش کرد تا در سواحل پشه‌های آمریکای مرکزی یک تحت الحمایه ایجاد کند. دو مرد قدرتمند این قرن، آنتونیو لوپز د سانتا آنا در مکزیک و رافائل کاررا در گواتمالا بودند.
مکزیک در سال ۱۸۱۰ شورش خود را علیه اسپانیا آغاز کرد و در سال ۱۸۲۱ استقلال یافت. تقسیمات سیاسی در دوره پس از استقلال، فدرالیست، به دنبال یک دولت مرکزی ضعیف و اغلب مرتبط با لیبرالیسم، و تمرکزگرا، که به دنبال یک دولت مرکزی قوی و دفاع از ساختارهای نهادی سنتی، به ویژه ارتش مکزیک و کلیسای کاتولیک رومی بودند، نامگذاری شدند. بسیاری از قدرتمندان منطقه در اردوگاه فدرالیست-لیبرال بودند که از کنترل محلی و تداوم قدرت آنها حمایت می‌کردند. کائودیلو اصلی مکزیکی که برای چندین دهه قدرت ملی را به دست آورد، سانتا آنا بود که در ابتدا یک لیبرال بود اما محافظه‌کار شد و به دنبال تقویت دولت مرکزی بود. پس از جنگ مکزیک و آمریکا، کادیلوهای منطقه ای مانند خوان آلوارز از ایالت گوئررو و سانتیاگو ویداوری از نوئو لئون - کوآهویلا سانتا آنا را در انقلاب آیوتلا سرنگون کردند و لیبرال‌ها را به قدرت رساندند. ژنرال خوان آلوارز از الگوی «کائودیلوهای عامیانه» پیروی می‌کند، که مورخ فرانسوا شوالیه او را «کاسیکی خوب» می‌نامد، [که] از دهقانان عمدتاً بومی و مستیزو گوئررو محافظت می‌کرد، که به نوبه خود وفاداری خود را به او دادند. آلوارز برای مدت کوتاهی به عنوان رئیس‌جمهور مکزیک خدمت کرد، به ایالت خود بازگشت و لیبرال‌های ایدئولوژیک را برای ایجاد دوره اصلاحات رها کرد. در دوران اصلاحات مکزیک و مداخله فرانسه در مکزیک، تعدادی ژنرال وجود داشتند که پیروان شخصی منطقه ای داشتند. چهره‌های مهمی که قدرت محلی آنها در سطح ملی پیامدهایی داشت شامل ماریانو اسکوبدو در سن لوئیس پوتوسی بود. Ramón Corona در Jalisco و Durango، Porfirio Díaz در بخش‌هایی از ورکوز، پوئبلا و اوساکا. بودند، دیگر کادیوها که قدرت بیشتر محلی اما هنوز هم مهم از جمله جرونیمو TREVINO و فرانسیسکو ناراخو در نوئوو لئون، ها Servando کانالس و در آنجا بود خوان کورتینا در تامائولیپاس، فلورنسیو آنتیون در گوانگژوتا، ایگناسیو پاسکیه‌را در سونورا، لوئیس Terrazas در چیهواهوا، و مانوئل Lozada در تپیک. پس از شکست فرانسوی‌ها در سال ۱۸۶۷، دولت بنیتو خوارز و جانشین او پس از مرگ او، سباستین لردو د تجادا با مخالفانی روبرو شد که به دولت‌های مرکزی گرایی فزاینده آنها اعتراض داشتند. آن مخالفان به حمایت از پورفیریو دیاز، قهرمان نظامی مداخله فرانسوی، که خوارز و لردو را با تلاش برای شورش، که دومین شورش در سال ۱۸۷۶ موفقیت‌آمیز بود، به چالش کشید، جذب شدند. خوارز و لردو برخی از کاودیوها را از سمت خود برکنار کردند، اما این امر آنها را به شورش واداشت. اینها عبارتند از ترینیداد گارسیا د لا کادنا در زاکاتکاس، لوئیس میر و تران در وراکروز، خوان هارو در تامپیکو، خوان ان. مندز در پوئبلا، ویسنته جیمنز در گوئررو، و خوان کورتینا در ماتاموروس. مخالفت آنها با لردو آنها را گرد هم آورد. «این که آنها به آرامی در اطراف پورفیریو دیاز جمع شدند، داستان ظهور مکزیک پورفیری است.»

### جمهوری‌های بولیواری: بولیوی، کلمبیا، اکوادور، پرو و ونزوئلا
سیمون بولیوار، پیشروترین رهبر استقلال در آمریکای اسپانیایی، تلاش کرد تا نایب السلطنه گرانادای جدید را در کشور بزرگ کلمبیا بازسازی کند. مانند سایر مناطق آمریکای اسپانیایی، نیروهای گریز از مرکز در کار بودند به طوری که علیرغم رهبری بولیوار، کشور به دولت-ملت‌های جداگانه تقسیم شد. بولیوار نیاز به ثبات سیاسی را می‌دید که می‌توانست با رئیس‌جمهور مادام العمر و قدرت تعیین جانشین خود عملی شود. در سال ۱۸۲۸ هواداران او از او خواستند تا قدرت‌های دیکتاتوری را به دست گیرد و «جمهوری را نجات دهد». با این حال، آشفتگی سیاسی ادامه یافت و بولیوار در سال ۱۸۳۰ از قدرت کنار رفت، به تبعید خودخواسته رفت و اندکی پس از آن درگذشت. «او به عنوان فردی که بیشترین سهم را در استقلال اسپانیایی-آمریکایی داشته‌است» مورد احترام است و هم چپ سیاسی به دلیل مخالفت با بردگی و بی‌اعتمادی به ایالات متحده و هم جناح راست که استبداد او را تحسین می‌کند، مورد تحسین قرار می‌گیرد.
کهنه سربازان جنگ‌های استقلال رهبری دولت-ملت‌های تازه ایجاد شده را به عهده گرفتند که هر کدام دارای قانون اساسی جدید بودند. علیرغم قوانین اساسی و برچسب‌های ایدئولوژیک لیبرال و محافظه کار، رهبران شخصی گرا و فرصت طلب در اوایل قرن نوزدهم تسلط داشتند. مانند مکزیک و آمریکای مرکزی، آشفتگی سیاسی و تنگدستی دولت‌های جمهوری‌های بولیواری باعث شد سرمایه‌گذاران خارجی نتوانند سرمایه‌شان را در آنجا به خطر بیندازند.
یکی از کائودیلوها که در زمان خود بسیار مترقی بود، مانوئل ایسیدورو بلزو از بولیوی بود. او به عنوان چهاردهمین رئیس‌جمهور بولیوی از سال ۱۸۴۸ تا ۱۸۵۵ خدمت کرد. رئیس‌جمهور سابق خوزه میگل دی ولاسکو در سال ۱۸۴۸ برای ریاست جمهوری کودتا کرد و قول وزیر جنگ را به بلزو داد. با این حال، بلزو پس از تکمیل کودتا، قدرت را برای خود به دست گرفت و با سرکوب ضدکودتای ولاسکو، موقعیت خود را به عنوان رئیس‌جمهور تثبیت کرد. بلزو در دوران ریاست جمهوری خود اصلاحات متعددی را در اقتصاد کشور در تلاش برای توزیع مجدد عادلانه ثروت به وجود آورد. او به کار فقرا و محرومان پاداش می‌داد. بلزو مانند خوزه گاسپار رودریگز دی فرانسیا پاراگوئه ای برنامه‌های رفاهی فوق‌الذکر را اجرا کرد زیرا ایده کمونالیسم بیشتر با ارزش‌های سنتی مردم بومی هماهنگ بود تا تأکید بر مالکیت خصوصی که سایر کادیلوها از آن استقبال کردند. بلزو همچنین به دلیل ملی کردن صنعت معدنی سودآور کشور شناخته شده بود - او سیاست‌های حمایتی را برای ذخیره منابع بولیوی برای استفاده بولیوی اعمال کرد؛ بنابراین، خشم بانفوذ بریتانیا و همچنین پرو و شیلی منافع کشتیرانی و معدن را برانگیخت. بسیاری از سیاست‌های بلزو در میان مردم بومی بولیوی که مدت‌ها تحت ستم بودند، مورد پسند او قرار گرفت، اما این به قیمت خشم بولیوی‌های ثروتمند کریول و همچنین کشورهای خارجی مانند بریتانیا بود که به دنبال استفاده از منابع معادن بولیوی بودند. بلزو حتی برای مشروعیت بخشیدن به رهبری خود اقداماتی انجام داد و در مقطعی به صورت دموکراتیک انتخاب شد. بلزو علیرغم محبوبیتش در بسیاری از بخش‌ها، دشمنان قدرتمند زیادی داشت که با زنده ماندن او از ۴۰ سوء قصد نشان داد. دشمنان او می‌خواستند پروژه‌های دولتی را که به برنامه‌های ملی‌گرایانه کمک می‌کرد، نابود کنند، اما به همین ترتیب حوزه عمومی را که فقرای کشور به آن متکی بودند، بهبود بخشیدند. با این حال، استبداد که در میان کادیلوها بسیار گسترده‌است، با بلزو نیز خانه‌ای پیدا کرد - گفته می‌شود که از اوایل دهه ۱۸۵۰ تا زمان کناره‌گیری از قدرت در سال ۱۸۵۵، او مستبدانه حکومت می‌کرد و خود را در این فرایند بسیار ثروتمند کرد. بلزو در نظر گرفت که در سال ۱۸۶۱ به ریاست جمهوری بازگردد، اما در زمانی که تلاش کرد دوباره برای ریاست جمهوری نامزد شود، توسط یکی از رقبای خود کشته شد. او نتوانست میراثی از خود به جای بگذارد و برنامه‌های پوپولیستی او با او از بین رفت. پس از استقلال بولیوی، بولیوی نیمی از خاک خود را به کشورهای همسایه از جمله آرژانتین، شیلی، پرو و برزیل از طریق جنگ و توافقاتی که تحت تهدید تهاجم منعقد شد، از دست داد.

### مخروط جنوبی: آرژانتین، شیلی، پاراگوئه و اروگوئه
برخلاف اکثر کشورهای اسپانیایی آمریکا، شیلی پس از استقلال، ثبات سیاسی را تحت حاکمیت اقتدارگرای محافظه‌کاران، با حمایت طبقه مالک زمین تجربه کرد. اگرچه او هرگز به دنبال ریاست جمهوری نبود، وزیر کابینه دیگو پورتالس (۱۷۹۳–۱۸۳۷) به ایجاد یک رژیم قوی و متمرکز که ۳۰ سال دوام آورد، اعتبار دارد. به‌طور کلی، شیلی با اقتصاد صادرات محور مبتنی بر کشاورزی و معدن رونق گرفت، که استثنایی برای اکثر رژیم‌های اسپانیایی آمریکایی است.
در نایب السلطنه سابق ریودولا پلاتا، بی‌ثباتی سیاسی و خشونت بیشتر نمونه آن دوران بود. در آرژانتین، خوان مانوئل د روساس (۱۸۲۹–۱۸۵۲) بر کنفدراسیون آرژانتین تسلط داشت. او از یک خانواده زمیندار ثروتمند می‌آمد، اما همچنین زمین‌های زیادی را در استان بوئنوس آیرس به دست آورد. روزاس «اصول دموکراسی سیاسی و آزادی را تحقیر کرد [و] نظم را در منطقه ای که از زمان استقلال تقریباً هرج و مرج دیده بود، فراهم کرد.» این دستور به قیمت سرکوب شدید دشمنان او با استفاده از انواع پیروان مسلح انجام شد که معروف‌ترین آنها مازورکا هستند. او طرفداران محبوبی در میان طبقات پایین در استان بوینس آیرس داشت.
در طول دو دهه سلطنت خود، روزاس توانست به قدرت برسد و یک امپراتوری ایجاد کند. او مدلی شد برای آنچه که یک کائودیلو قرار بود باشد. او از تجربیات نظامی خود برای جلب حمایت گاوچوها و استنسیاها استفاده کرد تا ارتشی ایجاد کند که رهبری آرژانتین را به چالش بکشد. پس از به قدرت رسیدن با استفاده از کارگران روستایی، سیستم خود را به نفع استفاده از ارتش تغییر داد. او تلاش کرد برای کمک و جلب حمایت صنعتگران در آرژانتین، کالاهای وارداتی را ممنوع کند، اما موفق نشد. او مجبور شد ممنوعیت برخی واردات مانند منسوجات را که تجارت با بریتانیای کبیر را باز کرد، لغو کند. روزاس از طریق قدرت خود بر واردات و صادرات، ارتش، پلیس و حتی قوه مقننه دولت، انحصاری ایجاد کرد که ماندن او در قدرت را برای بیش از دو دهه تضمین می‌کرد. با این حال، بیست سال صلح آمیز تضمین نشد. در دهه ۱۸۵۰، روزاس مورد حمله همان افرادی قرار گرفت که به او در کسب قدرت کمک کرده بودند. او از قدرت رانده شد و در نهایت به پایان رسید تا در بریتانیا که در آن او در سال ۱۸۷۷. درگذشت
اروگوئه به استقلال برزیل و آرژانتین دست یافت و توسط فروکتوزو ریورا اداره می‌شد. در پاراگوئه، خوزه گاسپار رودریگز د فرانسیا (متولد ۱۸۱۴–۱۸۴۰) دیکتاتور عالی جمهوری بود و استقلال این کشور محصور در خشکی را از آرژانتین و از قدرت‌های خارجی حفظ کرد. پاراگوئه که از تجارت خارج بسته شده بود، خودکفایی اقتصادی را تحت فرمان فرانسیا توسعه داد. او به جای اقتدارگرایی متمرکز، جامعه را بر ویژگی‌های اشتراکی استوار کرد و تلاش کرد به روش‌های جامعه اشتراکی هند که قبلاً در پاراگوئه وجود داشت، بازگردد. پس از استقلال، دولت کنترل سرزمینی را به دست آورد که زمانی تحت کنترل کلیسا و دولت اسپانیا بود. فرانسیا مزارع ایالتی ایجاد کرد و زمین‌هایی را برای استفاده شهروندانی که قادر به پرداخت هزینه بودند اجاره داد. اقدامات سرکوبگرانه فرانسیا شامل درهم شکستن قدرت نخبگان اسپانیایی‌تبار آمریکایی و مهار قدرت کلیسای کاتولیک رومی بود. فرانسیا آزادی مذهبی را مجاز دانست و عشر را لغو کرد. او به‌طور فعال به تشویق بدجنسی پرداخت. او یک شخصیت بحث‌برانگیز در تاریخ اسپانیایی‌تبار آمریکایی، در تلاش برای کمک به فقرا بوده‌است. بسیاری از مورخان مدرن، او را به دلیل ایجاد ثبات در پاراگوئه، حفظ استقلال، و «وصیت به جانشینان خود یک ملت برابر و همگن» می‌دانند. با این حال، به دلیل سرکوب نخبگان ثروتمند و متعاقب آن تضعیف قدرت آنها، او را به ضد روحانیت متهم کردند. با این وجود، پاراگوئه تحت فرمان فرانسه از نظر اقتصادی و تجارت از طریق مسیر تجاری با بوئنوس آیرس، که با مخالفت نخبگان ثروتمند آرژانتینی مواجه شد، رونق گرفت. تاریخ معاصر که گاهی جزو دیکتاتورهای دوران به حساب می‌آید، فرانسیا را یک رهبر صادق و پوپولیست می‌داند که شکوفایی اقتصادی مستقل را در پاراگوئه جنگ‌زده ترویج می‌کرد.»

### نگارخانه

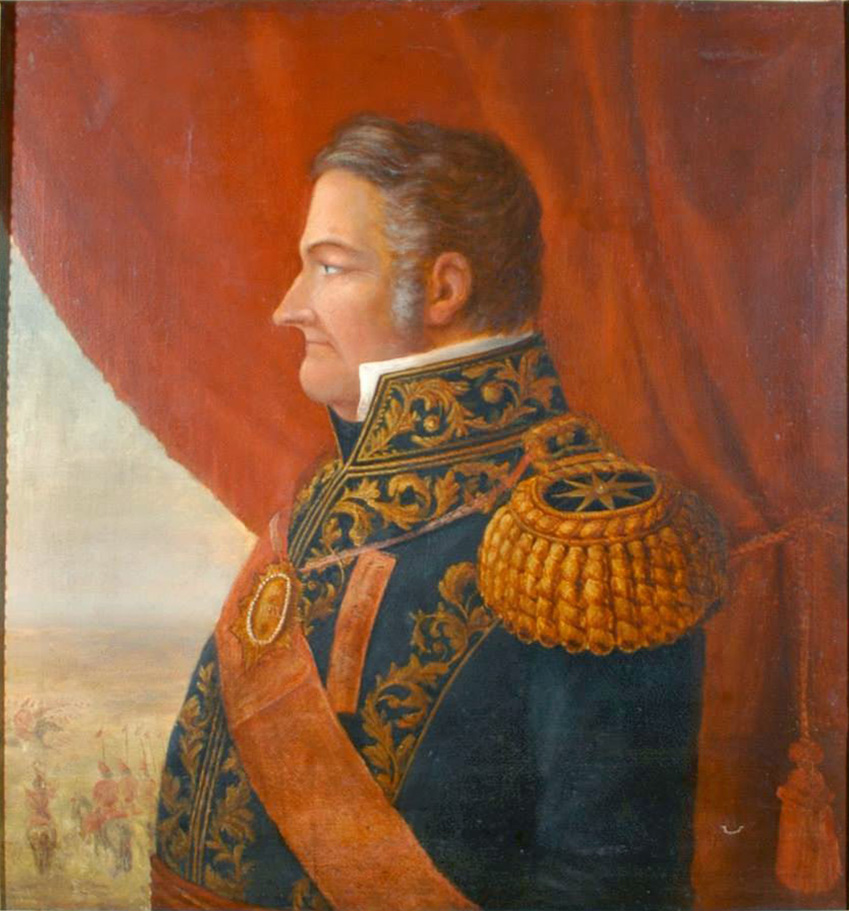
خوان مانوئل دی روزاس ، آرژانتین
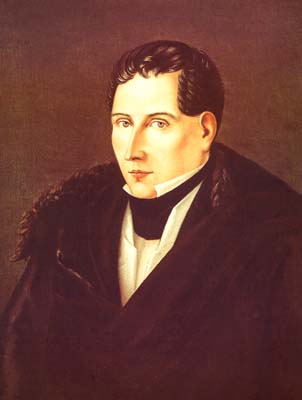
دیگو پورتالس ، شیلی
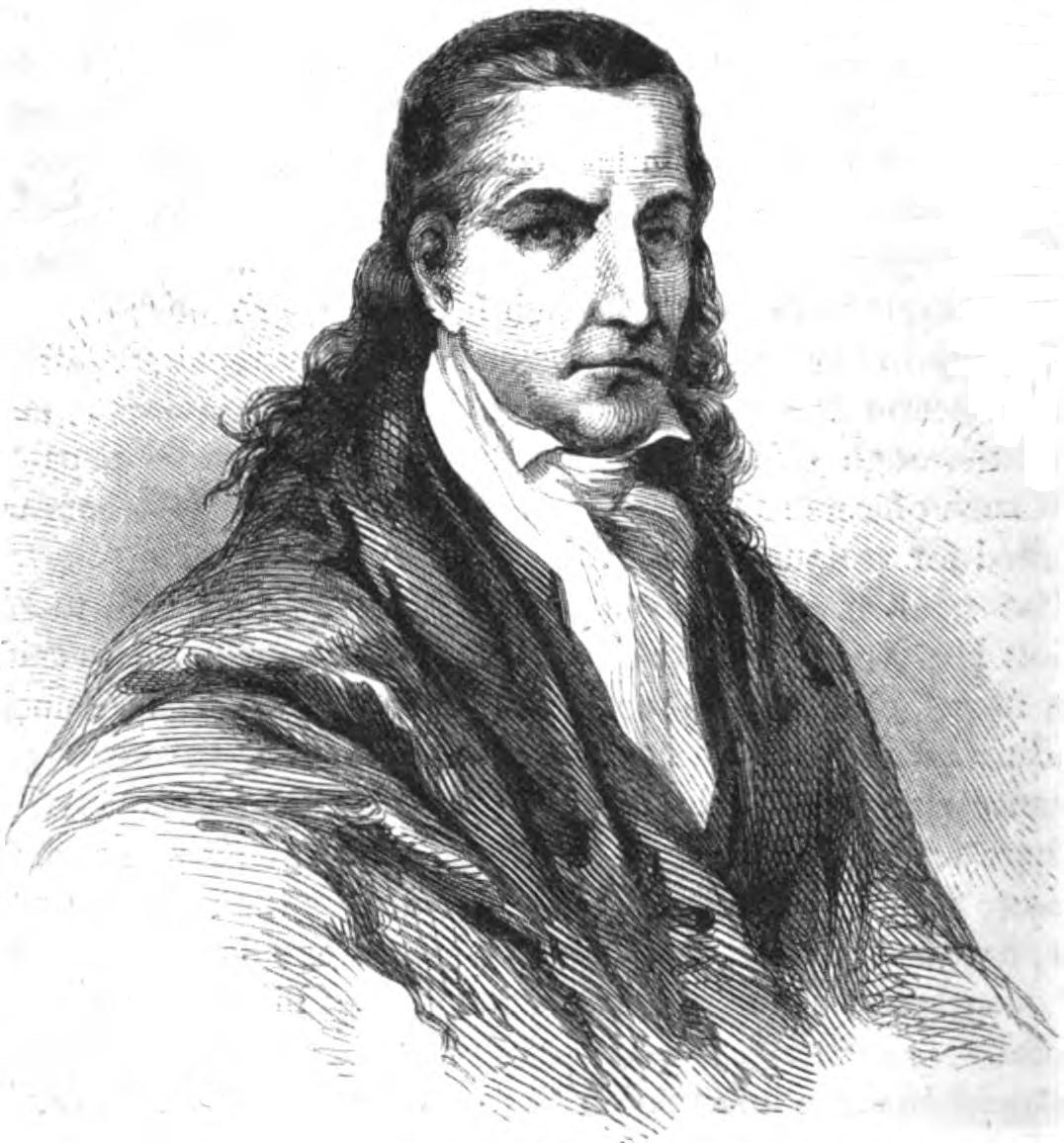
گاسپار رودریگز دی فرانسیا ، پاراگوئه
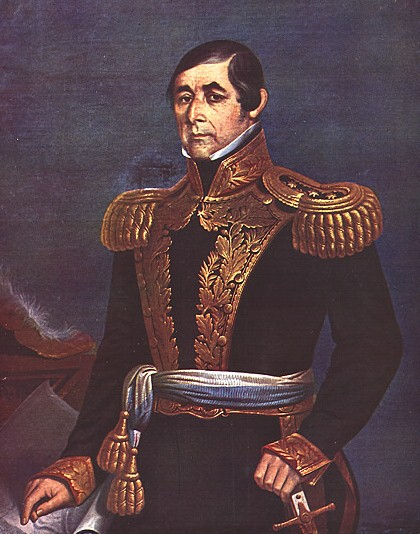
Fructuoso Rivera ، اروگوئه

## کادیو در اواخر قرن نوزدهم و بیستم
در اواخر قرن نوزدهم، رژیم‌ها در آمریکای اسپانیایی پایدارتر بودند و غالباً کمتر تحت سلطه نیروهای نظامی بودند. سرمایه‌گذاران خارجی، به‌ویژه بریتانیایی‌ها، شروع به ساخت زیرساخت‌ها در کشورهایی کردند که بیشترین علاقه به نیازهای اقتصادی بریتانیا را داشتند. چنین پروژه‌هایی شامل راه‌آهن، خطوط تلگراف و تأسیسات بندری بود که زمان و هزینه‌های حمل و نقل را کاهش داد و ارتباطات را تسریع کرد. رژیم‌های سیاسی باثباتی که می‌توانستند امنیت سرمایه‌گذاری‌های خارجی را تضمین کنند، استخراج منابع و تولید محصولات کشاورزی و دام را تسهیل کنند، ساختارهای لازم را تشکیل می‌دادند. صنعتی شدن همچنین در چند کشور (مکزیک، آرژانتین، کلمبیا) به منظور تولید کالاهای مصرفی به صورت محلی انجام شد. به‌طور کلی، دولت‌ها و کارآفرینان خارجی هیچ علاقه‌ای به اداره مستقیم کشورهای آمریکای اسپانیایی‌تبار در یک ترتیبات استعماری رسمی نداشتند تا زمانی که منافع آنها با مدرن‌سازی دولت‌های ملی، که اغلب به عنوان استعمار نو تلقی می‌شود، تقویت شود. نمونه‌هایی از تداوم در آمریکای اسپانیایی‌تبار وجود دارد که به موجب آن روسای جمهور فراتر از محدودیت‌های دوره قانونی، با بازنگری در قانون اساسی، همه‌پرسی و ایجاد سلسله‌های خانوادگی، مانند خانواده سوموزا در نیکاراگوئه، به سمت خود ادامه می‌دهند.

### مکزیک

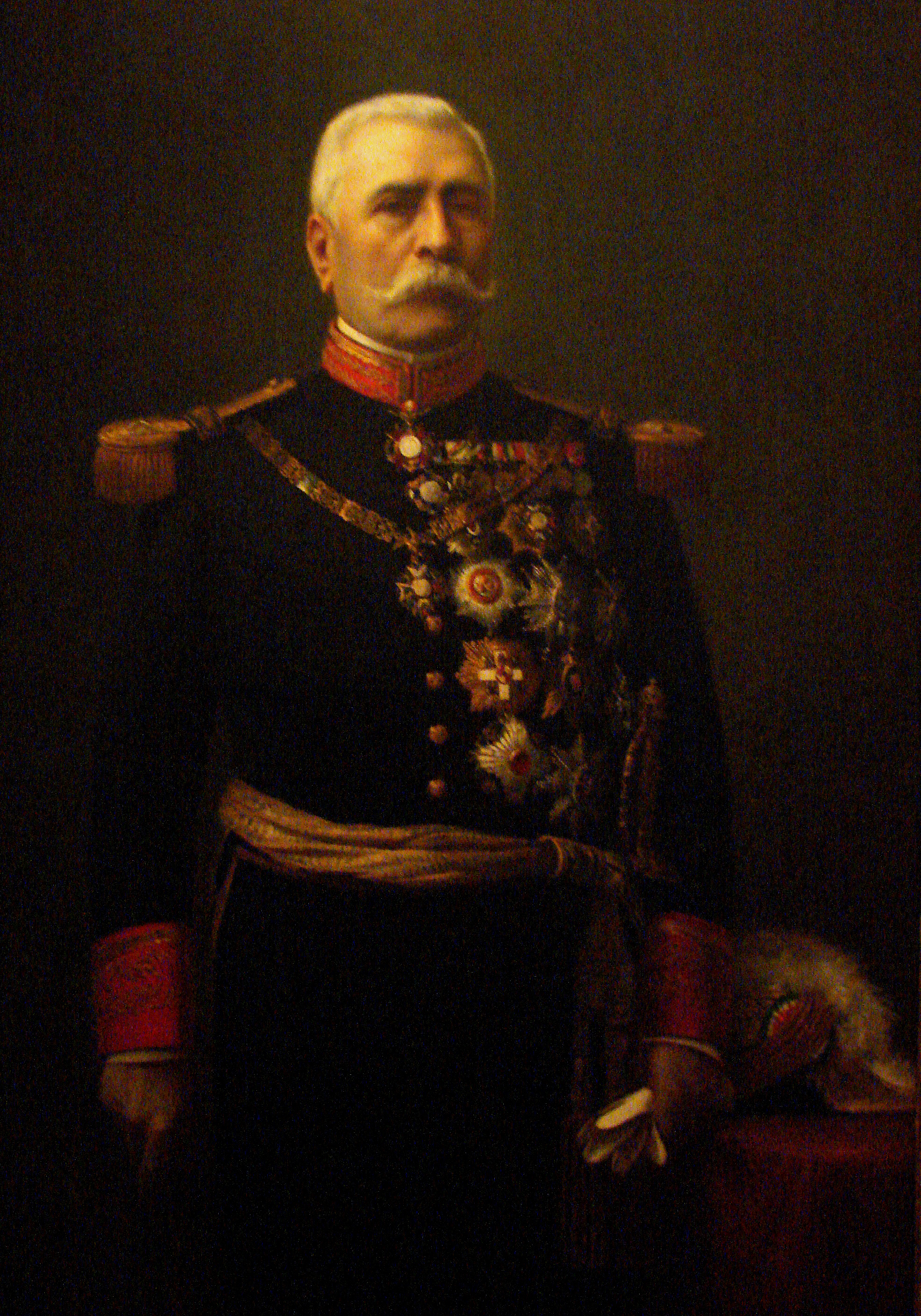
ژنرال پورفیریو دیاز، رئیس‌جمهور مکزیک ۱۸۷۶–۱۹۱۱

یکی از نمونه‌های اصلی یک کائودیوی مدرن در اواخر قرن نوزدهم ژنرال پورفیریو دیاز (۱۸۷۶–۱۹۱۱) است که دوره کنترل او به عنوان پورفیریاتو شناخته می‌شود. شعار او «نظم و پیشرفت» بود که توسط مردان مسلح تحت کنترل رئیس‌جمهور، رورالس، اجرا شد. دیاز از وابستگی به ارتش مکزیک بیزار بود، زیرا به عنوان یک ژنرال و رهبر کودتا، از پتانسیل آنها برای مداخله در سیاست ملی آگاه بود. دیاز اپوزیسیون منطقه‌ای را با رژیم خود همکاری یا سرکوب کرد و یک ماشین سیاسی برای پیشبرد دیدگاه خود از مکزیک مدرن ایجاد کرد. دیاز با آرزوی توسعه اقتصادی که مستلزم سرمایه‌گذاری خارجی بود، به دنبال سرمایه و تخصص از قدرت‌های اروپایی (بریتانیا، فرانسه و آلمان) بود تا قدرت نزدیک تر ایالات متحده را خنثی کند. اگرچه انتخابات در مکزیک در فواصل زمانی معین برگزار می‌شد، اما طبیعتاً دموکراتیک نبود. جمعیت عظیم روستایی، بی سواد و عمدتاً بومی بیشتر مورد ترس دولت بودند تا منبعی برای حمایت رژیم. هنگامی که دیاز نتوانست راه حلی سیاسی برای جانشینی خود بیابد، انقلاب مکزیک پس از انتخابات تقلبی آشکار در سال ۱۹۱۰ فوران کرد.
دیاز با یک کودتا تحت طرح توکستپک به قدرت رسید و رئیس‌جمهور مکزیک ۱۸۷۶–۱۸۸۰ شد و رفیق نظامی و سیاسی خود مانوئل گونزالس (۱۸۸۰–۱۸۸۴) جانشین او شد و تا زمانی که در سال ۱۹۱۱ در انقلاب مکزیک سرنگون شد به ریاست جمهوری بازگشت..
در طول آن جنگ داخلی یک دهه ای، تعدادی کادیلو منطقه ای به وجود آمدند. پاسکوال اوروزکو در مراحل اولیه انقلاب به برکناری دیاز کمک کرد، اما سپس علیه فرانسیسکو اول مادرو که در سال ۱۹۱۱ به ریاست جمهوری انتخاب شده بود، روی آورد. پانچو ویلا همچنین به برکناری دیاز کمک کرد، از مادرو حمایت کرد و پس از قتل او در سال ۱۹۱۳، ژنرال ارتش مشروطه خواه به فرماندهی غیرنظامی ونوستیانو کارانزا شد. امیلیانو زاپاتا، رهبر دهقانان ایالت مورلوس، تا زمان قتل او در سال ۱۹۱۹ توسط مأموران کارانزا، با دیاز و هر دولت بعدی مکزیک مخالف بود. آلوارو اوبرگون به عنوان یک ژنرال درخشان دیگر از شمال مکزیک ظاهر شد و در سال ۱۹۱۵ پس از جدایی ویلا از کارانزا، بخش شمال ویلا را شکست داد. اوبرگون و ژنرال‌های دیگر سونورا، پلوتارکو الیاس کالس و آدولفو د لا هوئرتا، کارانزا را در سال ۱۹۲۰ تحت طرح آگوا پریتا سرنگون کردند، با ریاست جمهوری در دهه ۱۹۲۰ به نوبه خود از د لا هوئرتا، به اوبرگون، به کالس، و به اوبرگون بازگشت. در دوران ریاست جمهوری کالس (۱۹۲۴–۱۹۲۸)، او قوانین ضد روحانی قانون اساسی مکزیک در سال ۱۹۱۷ را به شدت اجرا کرد، که منجر به جنگ کریسترو شد، یک قیام بزرگ شکست خورده تحت رهبری برخی کادیلوهای منطقه، از جمله ساتورنینو سدیلو از سن لوئیس پوتوسی. Obregón دوباره در سال ۱۹۲۸ انتخاب شد، اما قبل از اینکه بتواند دوباره ریاست جمهوری را از سر بگیرد، ترور شد. در سال ۱۹۲۹، Plutarco Elías Calles یک حزب سیاسی را تأسیس کرد، که در آن زمان به عنوان حزب ملی انقلابی (PNR) شناخته می‌شد، و به «خفه ماکسیمو» (رئیس حداکثر) تبدیل شد که قدرت پشت ریاست جمهوری در دوره ای به نام ماکسیماتو (۱۹۲۸–۱۹۲۸) بود. ۱۹۳۴)؛ تکرار PNR به عنوان حزب انقلابی نهادی تا سال ۲۰۰۰ بر سیاست مکزیک مسلط بود و به عنوان ترمزی بر قدرت شخصی گرایان کادیلوهای منطقه ای در مکزیک عمل کرد.

### آمریکای مرکزی
با بهبود حمل و نقل، محصولات گرمسیری مانند قهوه و موز می‌توانند به بازار مصرف‌کننده رو به رشد در ایالات متحده منتقل شوند. در گواتمالا، Justo Rufino Barrios به عنوان یک لیبرال خودکامه حکومت کرد و کشت قهوه را گسترش داد. در السالوادور، سانتیاگو گونزالس در سال ۱۸۷۱ قدرت را به دست گرفت و تا سال ۱۹۴۴ سلطه لیبرال‌ها را برقرار کرد. خوزه سانتوس زلایا در نیکاراگوئه در سال ۱۸۹۳ محافظه‌کاران را برکنار کرد و صادرات کشاورزی و پروژه‌های زیربنایی را آغاز کرد. زمانی که او با ایالات متحده دشمنی کرد که به برکناری او در سال ۱۹۰۹ کمک کرد. با ادغام شرکت یونایتد فروت در ایالات متحده در سال ۱۸۹۹، حضور این شرکت در آمریکای اسپانیایی به ویژه در کاستاریکا، گواتمالا، کلمبیا و کوبا گسترش یافت.
در نیکاراگوئه در قرن بیستم، آناستاسیو سوموزا گارسیا، قدرتمند سرمایه‌دار، دفتر ریاست جمهوری را بر عهده داشت و سپس پسرش آناستازیو سوموزا دبیله جانشین وی شد و یک سلسله سیاسی را تأسیس کرد. یک دیکتاتوری وحشیانه بدنام بود که توسط ایالات متحده به عنوان ابزاری برای حفظ ثبات سیاسی در منطقه و حمایت از منافع تجاری ایالات متحده مورد حمایت قرار گرفت. سلسله سوموزا در انقلاب ساندینیستا در سال ۱۹۷۹ سرنگون شد.

### کارائیب
کوبا تا جنگ اسپانیا و آمریکا (۱۸۹۸) مستعمره اسپانیا بود، به طوری که کائودیوها تنها در قرن بیستم به قدرت رسیدند. جراردو ماچادو و فولخنسیو باتیستا ریشه در ارتش کوبا داشتند. ماچادو در سال ۱۹۲۸ علیرغم وعده ای که فقط یک دوره به عنوان رئیس‌جمهور خواهد داشت، برای انتخاب مجدد نامزد شد و به‌طور فزاینده ای علیه منتقدانش که بسیاری از آنها توسط پلیس کشته شدند، سرکوبگر شد. ماچادو در سال ۱۹۳۳ توسط شورش گروهبان‌ها سرنگون شد و باتیستا به شهرت رسید. باتیستا خود را به عنوان رئیس نیروهای مسلح منصوب کرد، از طریق روسای جمهور دست نشانده حکومت کرد و در سال ۱۹۴۰ به عنوان رئیس‌جمهور انتخاب شد. پس از ناکامی در انتخاب مجدد در سال ۱۹۵۲، باتیستا کودتا کرد و یک دیکتاتوری دست راستی را که در آن منافع تجاری آمریکایی، مالکان زمین و نخبگان کوبایی مورد حمایت قرار گرفتند، به راه انداخت. در زمان باتیستا، بیش از ۲۰۰۰۰ کوبایی توسط ارتش، پلیس، گارد روستایی و پلیس مخفی ضد کمونیست شکنجه یا کشته شدند و بسیاری دیگر به تبعید گریختند. دیکتاتوری دست راستی باتیستا در سال ۱۹۵۹ توسط فیدل کاسترو، رائول کاسترو، چه گوارا، کامیلو سینفوئگوس و جنبش ۲۶ جولای ملی‌گرای چپ آنها سرنگون شد. پس از بدتر شدن روابط با ایالات متحده که در حمله به خلیج خوک‌ها در سال ۱۹۶۱ به اوج خود رسید، فیدل خود را یک کمونیست اعلام کرد و یک دولت مستبد مارکسیست-لنینیستی تأسیس کرد. رائول، برادر فیدل، در سال ۲۰۱۱ زمانی که فیدل آنقدر بیمار بود که نمی‌توانست در قدرت بماند، به مقام رهبری رسید. این نوع جانشینی سلسله ای نمونه ای از Continuismo است.
در جمهوری دومینیکن، رافائل تروخیو در سال ۱۹۳۰ به قدرت رسید و بیش از ۳۱ سال به عنوان یک نیرومند نظامی بدون چالش، چه توسط خود یا از طریق روسای جمهور دست نشانده حکومت کرد. تروخیو یک کیش شخصیتی ایجاد کرد، سیاست تروریسم دولتی خود را به کشورهای همسایه، ایالات متحده و آمریکای مرکزی گسترش داد و دستور کشتار را داد که در آن ده‌ها هزار نفر از هائیتی‌ها توسط سربازان دومینیکن کشته شدند.

### مخروط جنوبی
آرژانتین سابقه طولانی کائودیلیسمو را تجربه کرده‌است. در قرن بیستم، خوان پرون و همسر پویا و کاریزماتیکش اویتا پرون قدرت را در دست داشتند. یک مورخ حدس زده‌است که آیا اویتا پرون را می‌توان یک کائودیلا در نظر گرفت. با مرگ ایوا در سال ۱۹۵۲ بر اثر سرطان، پرون از قدرت کنار رفت و به تبعید رفت. او با همسر سومش ایزابل پرون که او را معاون رئیس‌جمهور کرد به قدرت بازگشت. با مرگ او، او به قدرت رسید اما بعداً توسط ارتش آرژانتین سرنگون شد.
امروزه، اصطلاح کادیو هنوز در آرژانتین به عنوان یک اصطلاح توهین آمیز برای نامیدن فرمانداران استانی بسیار قدرتمند استفاده می‌شود، که ممکن است برای چندین دهه در قدرت باقی بمانند و در فساد، به ویژه سوء استفاده از بودجه عمومی شرکت کنند. آنها همچنین تمایل به انجام خویشاوندی جنسی دارند. برخی از قدرتمندترین فرماندارانی که کادیو نامیده می‌شوند عبارتند از: گیلدو اینسفران، فرماندار فورموسا از سال ۱۹۹۵ تا کنون، و کارلوس خوارز در سانتیاگو دل استرو.
در اواخر قرن نوزدهم و بیستم، شیلی دوره قابل توجهی از حکومت غیرنظامی و قانون اساسی داشت. با انتخاب سالوادور آلنده سوسیالیست، ارتش شیلی با حمایت دولت آمریکا او را با کودتا در ۱۱ سپتامبر ۱۹۷۳ سرنگون کرد و ژنرال آگوستو پینوشه قدرت را به دست گرفت. پینوشه تلاش کرد از طریق قانون اساسی در قدرت بماند و در سال ۱۹۸۸ همه‌پرسی را برای جلب حمایت مردم برگزار کرد. همه‌پرسی نتوانست دستوری ارائه کند و شیلی وارد دوره گذار به دموکراسی شد.
پاراگوئه از سال ۱۹۵۴ تا ۱۹۸۹ توسط ژنرال آلفردو استروسنر اداره می‌شد و در سال ۱۹۸۹ با یک کودتای نظامی از قدرت برکنار شد.

### گالری کادیوهای مهم

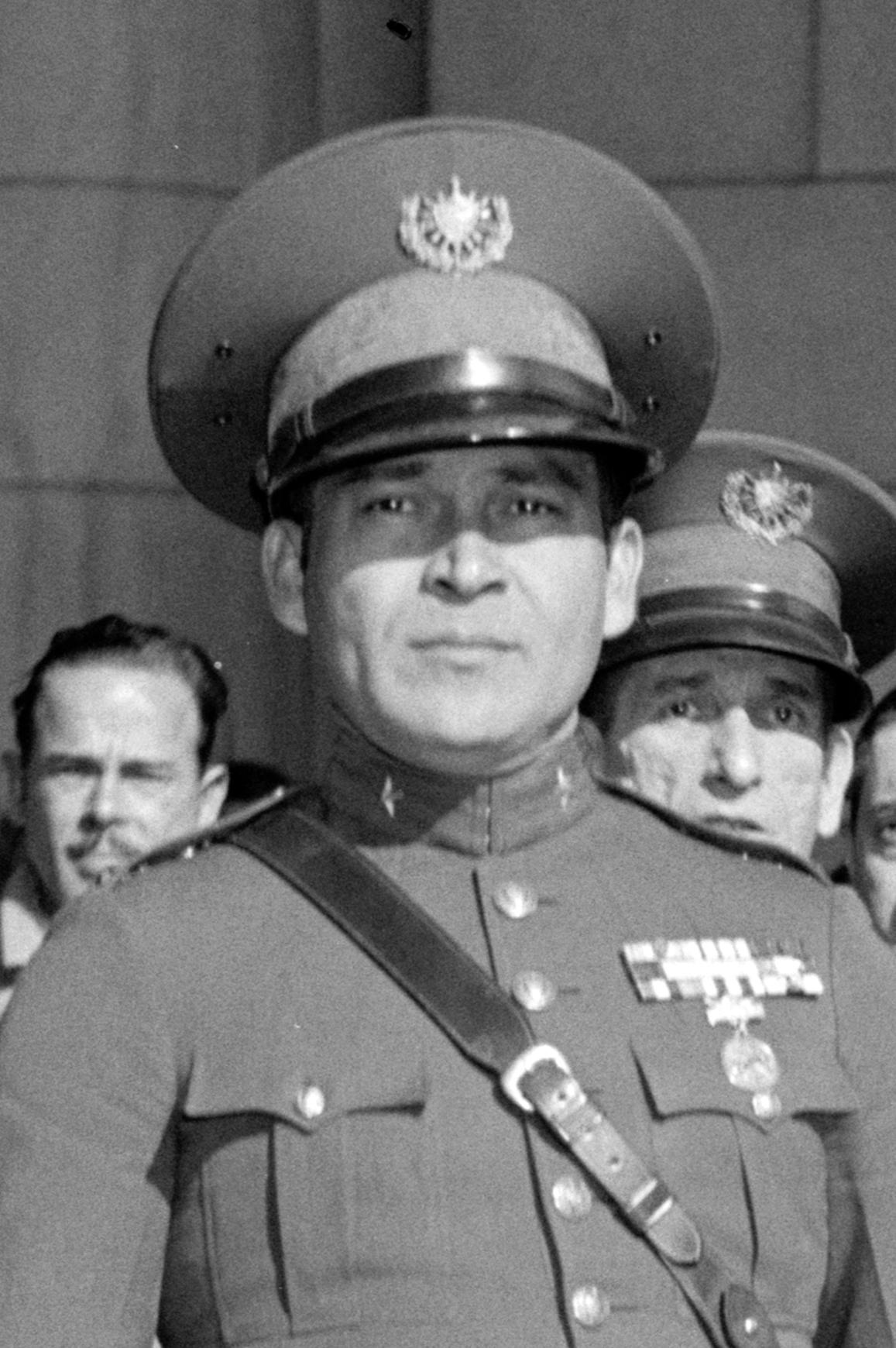
فولخنسیو باتیستا ، کوبا
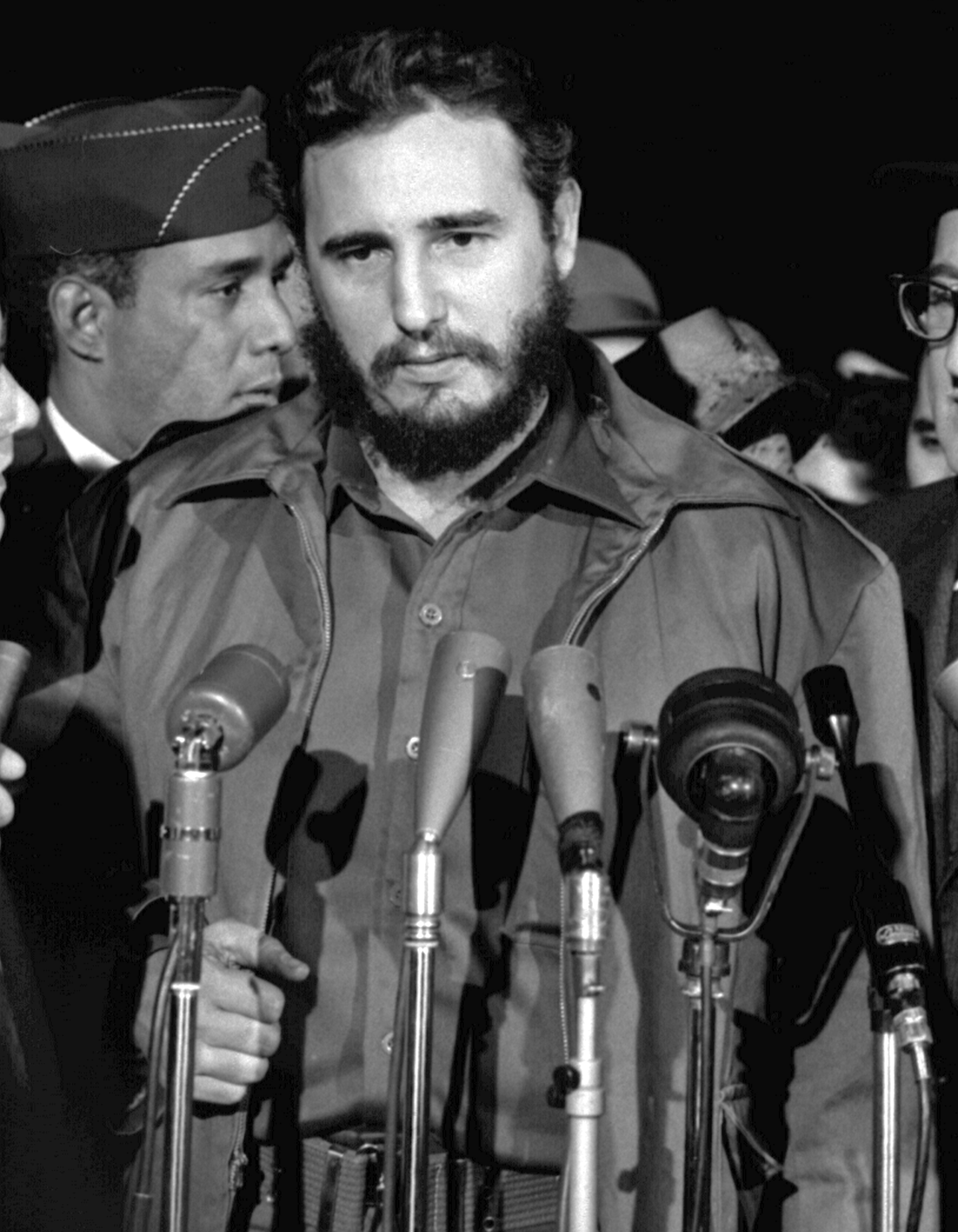
فیدل کاسترو ، کوبا
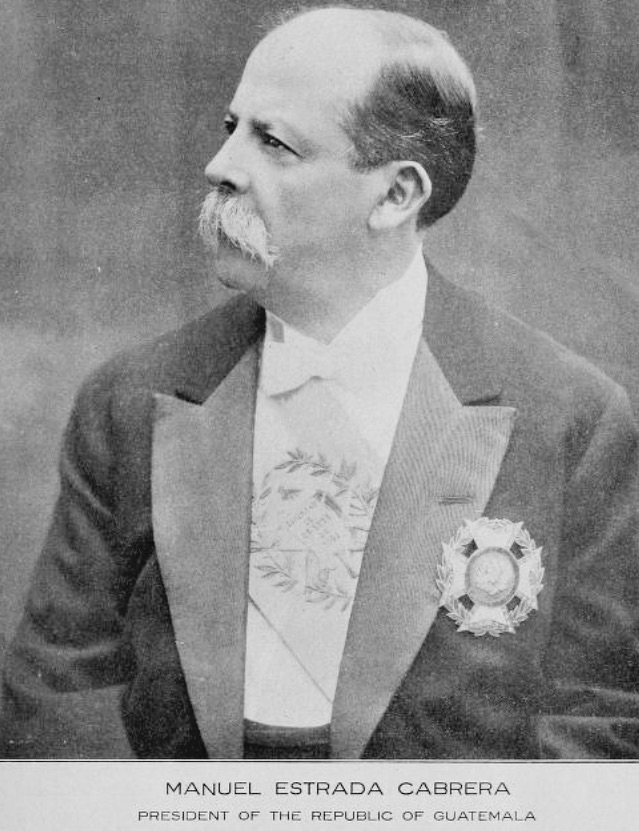
مانوئل استرادا کابررا ، گواتمالا
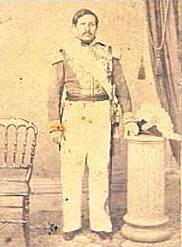
رافائل کاررا ، گواتمالا
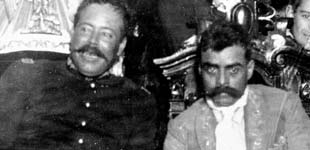
پانچو ویلا (چپ) و امیلیانو زاپاتا . مکزیک
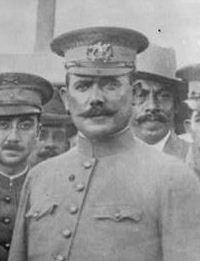
آلوارو اوبرگون ، مکزیک
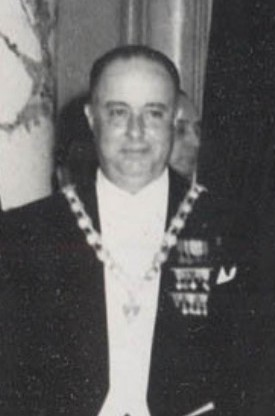
آناستازیو سوموزا گارسیا ، نیکاراگوئه
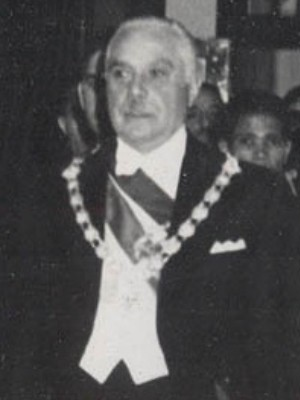
رافائل تروخیلو ، جمهوری دومینیکن
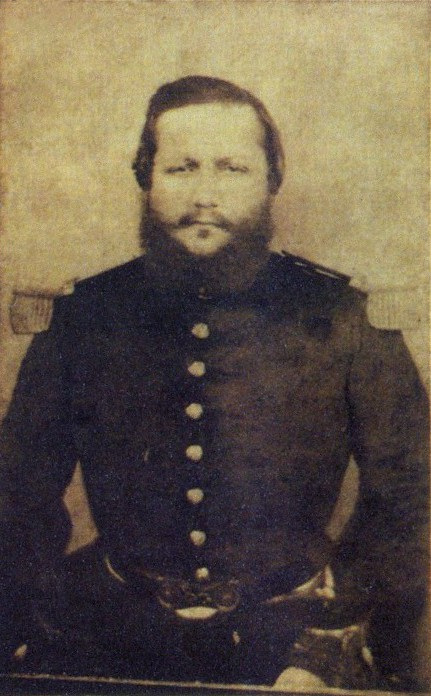
فرانسیسکو سولانو لوپز ، پاراگوئه
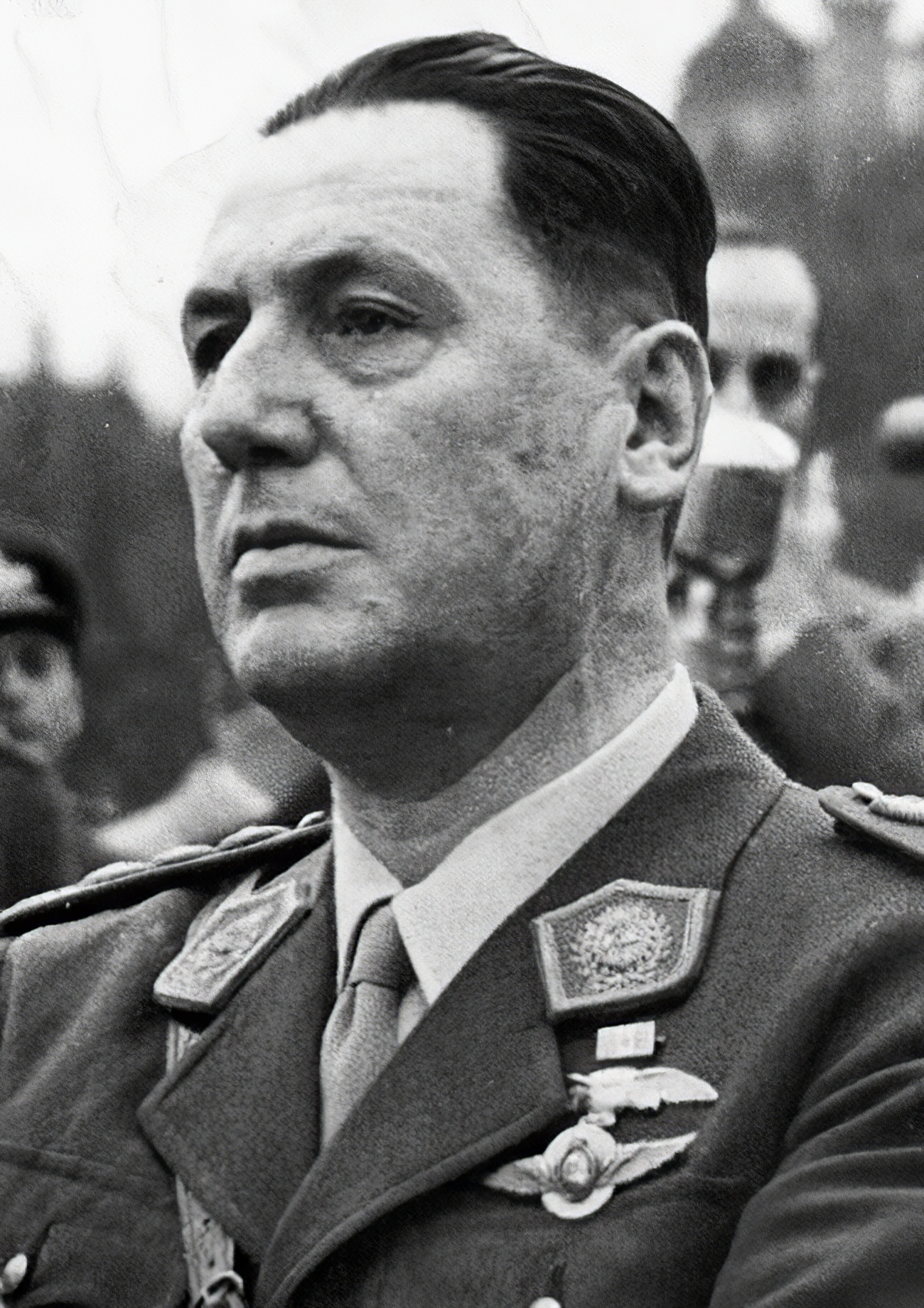
خوان پرون ، آرژانتین
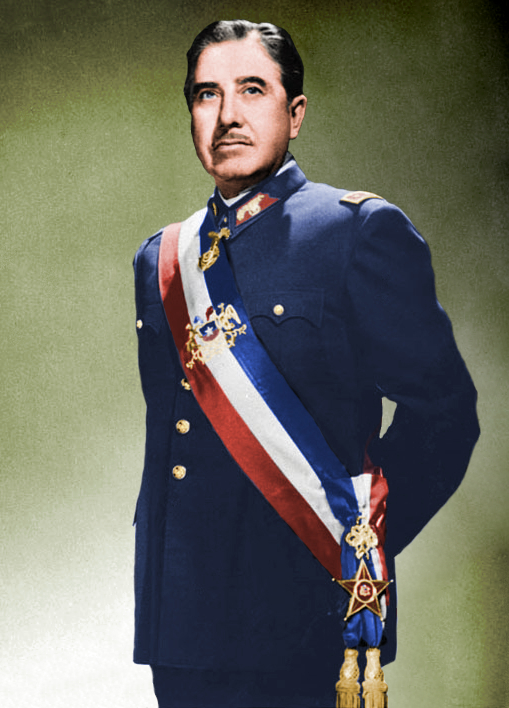
آگوستو پینوشه ، شیلی
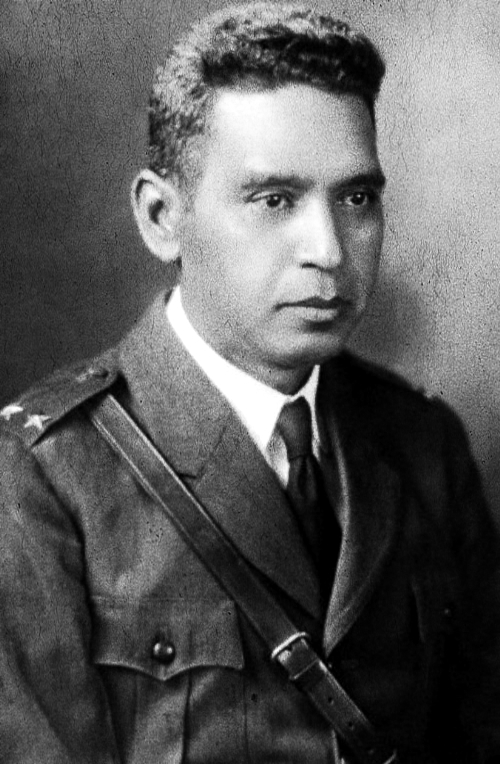
ماکسیمیلیانو هرناندز مارتینز ، السالوادور

## کائودیو در ادبیات
کائودیوهای تخیلی اسپانیایی‌تبار آمریکایی، که گاهی بر اساس شخصیت‌های تاریخی واقعی ساخته شده‌اند، در ادبیات قابل توجه هستند. گابریل گارسیا مارکز، برنده جایزه نوبل کلمبیایی، دو اثر با شخصیت‌های اصلی، پاییز پدرسالار و ژنرال در هزارتوی خود، رمانی جنجالی دربارهٔ سیمون بولیوار منتشر کرد. در سال ۱۹۴۶، برنده جایزه نوبل میگل آنخل آستوریاس منتشر شده ال سینیور در پرزیدنت، بر اساس زندگی مانوئل استرادا کابررا (۱۸۹۸–۱۹۲۰)، که به انگلیسی ترجمه شد 1975. آگوستو روآ باستوس رمانی بر اساس زندگی کائودیلو پاراگوئه ای دکتر فرانسیا منتشر کرد. در مکزیک، دو کائودیلو خیالی توسط رمان ۱۹۱۶ ماریانو آزوئلا Los de Abajo و رمان مرگ آرتمیو کروز اثر کارلوس فوئنتس به تصویر کشیده شده‌است. کتاب‌خانه ارواح اثر ایزابل آلنده، نویسنده تبعیدی شیلیایی، روایتی تخیلی از یک دیکتاتور شیلی است. از نظر موضوع، رمان «دونا باربارا » اثر رومولو گالیگوس است که یک زن کائودیلو را به تصویر می‌کشد.